# لوپاتینکا
لوپاتینکا (به لاتین: Lopatinka) یک منطقهٔ مسکونی در روسیه است که در سرزمین آلتای واقع شده‌است.